# Майер, Теодор Трауготт
Теодор Трауготт Конрад Якоб Майер (нем. Theodor Traugott Konrad Jakob Meyer; 6 ноября 1904, Мюнхен, Германская империя —  22 октября 1948, Гданьск, ПНР) — гауптштурмфюрер СС, адъютант коменданта концлагеря Штуттгоф.

## Биография
Теодор Трауготт Майер родился 6 ноября 1904 года в Мюнхене. По профессии был электромонтёром. С 1930 года был безработным. 1 декабря 1931 года вступил в НСДАП (билет № 771323) . 6 ноября 1931 года был зачислен в ряды СС (№ 16385). С апреля 1933 года служил в охране концлагеря Дахау. С апреля 1938 года был лагерным инженером в концлагере Дахау и занимал эту должность до декабря 1940 года. В начале января 1941 года стал шуцхафтлагерфюрером в концлагере Равенсбрюк. С начала января 1942 года был адъютантом коменданта Пауля Вернера Хоппе и шуцхафтлагерфюрером в концлагере Штуттгоф. Впоследствии некоторое время служил в концлагере Майданек. После расформирования лагеря Штуттгоф в январе 1945 года стал адъютантом коменданта и шуцхафтлагерфюрером в концлагере Вёббелин. Майер был ответственным за катастрофическую ситуацию со снабжением и бесчеловечные условия в лагере Вёббелин. В ходе приближения армии США к лагерю Майер бежал и после войны был задержан в Польше. На втором штуттгофском процессе 31 октября 1947 года был приговорён к смертной казни через повешение. 22 октября 1948 года приговор был приведён в исполнение.